# Мухурча
Мухурча (груз. მუხურჩა) — село в Грузии, на территории Мартвильского муниципалитета края (мхаре) Самегрело-Верхняя Сванетия.

## География
Село находится в западной части Грузии, на левом берегу реки Абаши, на расстоянии приблизительно 12 километров к юго-западу от города Мартвили, административного центра муниципалитета. Абсолютная высота — 68 метров над уровнем моря.

## Население
По результатам официальной переписи населения 2014 года в Мухурче проживало 372 человека (189 мужчин и 183 женщины). В национальной структуре населения грузины составляли 98,9 %.
| Год  | Население, человек |
| ---- | ------------------ |
| 2002 | 458                |
| 2014 | ↘ 372              |